# 亞當·拉佩塔
亞當·拉佩塔（波蘭語：Adam Łapeta，1987年11月9日—）為波蘭男子籃球運動員，場上位置為中鋒。

## 職業生涯
2018年7月2日，他與波蘭籃球聯賽格丁尼亞阿爾卡簽了一份為期一年的合約。
2022年9月14日，拉佩塔加盟T1聯盟桃園雲豹。2023年3月5日，T1聯盟桃園永豐雲豹宣布拉佩塔因傷勢無法及時痊癒而決定與拉佩塔解除合約，拉佩塔為雲豹出賽5場，場均挹注9.2分、13.8籃板。

## 國家隊生涯
2005年拉佩塔入選波蘭U18男子籃球代表隊征戰2005年歐洲U18青年籃球錦標賽。2011年他代表波蘭征戰2011年歐洲籃球錦標賽，對戰立陶宛的比賽中獲得8分6籃板。

## 外部連結
- 亞當·拉佩塔的Instagram帳戶
- 亞當·拉佩塔在fiba.basketball（英语）
- 亞當·拉佩塔在archive.fiba.com（archived）（英语）
- 亞當·拉佩塔在歐洲籃球聯賽（英语）
- 亞當·拉佩塔在Basketball-Reference.com（國際）（英语）
- 亞當·拉佩塔在Eurobasket.com（球員）（英语）
- 亞當·拉佩塔在RealGM（英语）
- 亞當·拉佩塔在Proballers（英语）
- . Interperformances.com.